# BNP Paribas Real Estate
BNP Paribas Real Estate je specializovaná divize francouzské finanční skupiny BNP Paribas. Společnost působí ve 40 zemích světa prostřednictví vlastních poboček a aliancí. BNP Paribas Real Estate poskytuje služby v oblasti komerčních i residenčních nemovitostí. Jedná se především o Property Development, Transakce, Oceňování, Consulting, Property Management a Investment Management.

## Historie
Obchodní banka BNP Paribas vznikla v roce 2000 fúzí Banque Nationale de Paris (BNP) a Paribas. Oba subjekty měly svá oddělení zabývající se nemovitostmi. Ta se následně restrukturalizovala do samostatné property divize, která nesla od roku 2001 jméno BNP Paribas Immobilier a následně od roku 2009 již současný název BNP Paribas Real Estate.
Zahraniční expanze byla zahájena v roce 2004 převzetím společnosti Atisreal. Dnes působí BNP Paribas Real Estate ve 40 zemích světa prostřednictví vlastních poboček a aliancí.

## Zastoupení v České republice
V České republice působí BNP Paribas Real Estate od roku 2010 prostřednictvím vlastní kanceláře, která poskytuje služby v oblasti property managementu.